# Surani
Surani – wieś w Rumunii, w okręgu Prahova, w gminie Surani. W 2011 roku liczyła 1542 mieszkańców.